# Liste der Bürgermeister von Anchorage
Die Liste der Bürgermeister von Anchorage nennt alle Bürgermeister der Stadt Anchorage in Alaska seit der Inkorporierung als City am 23. November 1920 und die beiden Bürgermeister des im Januar 1964 gebildeten Greater Anchorage Area Borough, der die City umgab, bis beide Gebilde am 15. September 1975 zur Municipality of Anchorage zusammengefasst wurden sowie alle weiteren Bürgermeister Anchorages seitdem.

## Bürgermeister der City of Anchorage
| Bild | Name                   | Antsbeginn        | Amtsende        |
| ---- | ---------------------- | ----------------- | --------------- |
|      | Leopold David          | 29. November 1920 | 1923            |
|      | M. Joseph Conroy       | 1923              | 2. Oktober 1924 |
|      | Charles W. Bush        | 2. Oktober 1924   | 1926            |
|      | Chris M. Eckmann       | 1926              | 1927            |
|      | Will Clayson           | 1927              | 1928            |
|      | Grant Reed             | 1928              | 1929            |
|      | James Delaney          | 1929              | 1932            |
|      | Oscar S. Gill          | 1932              | 1933            |
|      | Thomas J. McCroskey    | 1933              | 1934            |
|      | Oscar S. Gill          | 1934              | 1936            |
|      | Herbert E. Brown       | 1936              | 1937            |
|      | Joseph H. Romig        | 1937              | 1938            |
|      | Herbert E. Brown       | 1938              | 1940            |
|      | George Vaara           | 1940              | 1941            |
|      | William Alex Stolt     | 1941              | 1944            |
|      | Ray Wolfe              | 1944              | 1945            |
|      | John E. Manders        | 8. April 1945     | 18. März 1946   |
|      | Winfield Ervin, Jr.    | 19. März 1946     | 8. April 1946   |
|      | Francis C. Bowden      | 8. April 1946     | 8. April 1948   |
|      | Zachariah J. Loussac   | 8. April 1948     | 8. April 1951   |
|      | Maynard L. Taylor, Jr. | 8. April 1951     | 8. April 1955   |
|      | Ken Hinchey            | 8. April 1955     | 8. April 1956   |
|      | Anton Anderson         | 8. April 1956     | 8. April 1958   |
|      | Hewitt Lounsbury       | 8. April 1958     | 8. April 1959   |
|      | George Byer            | 8. April 1959     | 8. April 1961   |
|      | George Sharrock        | 8. April 1961     | 8. April 1964   |
|      | Elmer E. Rasmuson      | 8. April 1964     | 8. April 1967   |
|      | George M. Sullivan     | 8. April 1967     | 1. Juli 1975    |

## Bürgermeister des Greater Anchorage Area Borough
| Bild | Name            | Antsbeginn | Amtsende     |
| ---- | --------------- | ---------- | ------------ |
|      | John Asplund    | 1964       | 1972         |
|      | "Jack" Roderick | 1972       | 1. Juli 1975 |

## Bürgermeister der Municipality of Anchorage
| Bild | Name               | Antsbeginn     | Amtsende       |
| ---- | ------------------ | -------------- | -------------- |
|      | George M. Sullivan | 1975           | 1981           |
|      | Tony Knowles       | 1981           | 1987           |
|      | Tom Fink           | 1987           | 1. Juli 1994   |
|      | Rick Mystrom       | 1. Juli 1994   | 1. Juli 2000   |
|      | George Wuerch      | 1. Juli 2000   | 1. Juli 2003   |
|      | Mark Begich        | 1. Juli 2003   | 3. Januar 2009 |
|      | Matt Claman        | 3. Januar 2009 | 1. Juli 2009   |
|      | Daniel A. Sullivan | 1. Juli 2009   | 1. Juli 2015   |
|      | Ethan Berkowitz    | 1. Juli 2015   | im Amt         |